# 田井一郎
田井 一郎（たい いちろう、1948年（昭和23年）11月16日 - ）は、日本の実業家、元東芝取締役代表執行役・副社長。岡山県高梁市出身。先端技術学生論文表彰の審査委員を務める。

## 経歴

### 生い立ち
1948年（昭和23年）岡山県高梁市に生まれる。その後、地元の岡山県立高梁高等学校へ進学し、同期には、ソニー常務取締役となるFeliCaを開発した伊賀章、岡山大学医学部教授になる三村哲重がいる。その後、東京大学へ入学。元JR北海道社長の小池明夫や弁護士の濱田俊郎は、高梁高校から東京大学へ進学した2歳年上の先輩として深い親交があった。東京大学工学部を卒業後、同大学工学系研究科原子力工学専攻を経て東芝へ入社した。大学での研究は、原子力高速炉の計測装置の開発である。

### 東芝時代
1976年（昭和51年）東芝に入社し、同社の原子力技術研究所へ配属となり、活躍した。その後、研究開発センター所長となり、2003年（平成14年）には東芝執行役常務に昇進。この後も日本の電力が経産省の主導で原子力エネルギーへ注力されることとなり、それに併せて東芝においても原子力エネルギーへ投資の比重が重くなるにつれ、原子力技術研究所出身の田井は注目される存在となる。
そして、東芝の上席常務、執行役専務を経て、2009年（平成21年）同社取締役・代表執行役副社長に就任した。しかしながら、その後、2011年3月に東日本大震災が発生し、日本での原子力エネルギーの推進見直しが相次ぎ、計画が頓挫、同年6月に同社の常任顧問となり経営の一線から退いた。
その後、2012年（平成24年）には、東芝時代の活躍が認められ、東光電気（現：東光高岳）社外取締役や日本精工社外取締役を歴任し、２０１１年から先端技術大賞の社会人部門表彰を担当する。

## 略歴
- 1967年：岡山県立高梁高等学校卒業、東京大学入学。
- 1976年：東京大学大学院を経て、東芝に入社。
- 2003年6月：同社代同社執行役常務。
- 2007年6月：同社執行役上席常務。
- 2008年6月：同社執行役専務。
- 2009年6月：同社取締役・代表執行役副社長に就任。
- 2011年6月：同社常任顧問。
- 2012年6月：東光電気（現・東光高岳）社外取締役。
- 2014年6月：日本精工社外取締役、 指名委員会委員
- 2018年6月：日本精工取締役退任[7]。